# Nazionale maschile di calcio della Giamaica
La nazionale di calcio della Giamaica è la nazionale calcistica dell'omonimo stato insulare ed è controllata dalla Jamaica Football Federation.
Membro delle confederazioni CFU e CONCACAF, la selezione giamaicana vanta la conquista di 6 edizioni della Coppa dei Caraibi (1991, 1998, 2005, 2008, 2010, 2014). Inoltre è giunta al secondo posto in tre edizioni: quelle del 1992, del 1993 e del 2017. Nella Gold Cup ha raggiunto la finale due volte: nel 2015, dove ha perso contro il Messico per 3-1, e nel 2017, quando è uscita sconfitta contro gli Stati Uniti per 2-1. Ha partecipato a una fase finale del campionato del mondo, a Francia 1998, dove fu eliminata al primo turno.
Nel 2015 fu invitata per la prima volta a partecipare alla Copa América, ma non riuscì a superare il primo turno, così come alla Copa América Centenario dell'anno successivo.
Occupa il 53º posto del ranking FIFA.

## Storia

### I primi quarant'anni (1925-1962)
Il 22 marzo 1925 la Giamaica esordì ufficialmente battendo per 2-1 Haiti in trasferta.Negli anni seguenti Haiti fu un'avversaria frequente per la Giamaica, che rimase imbattuta nelle sfide contro gli haitiani sino al 1932.

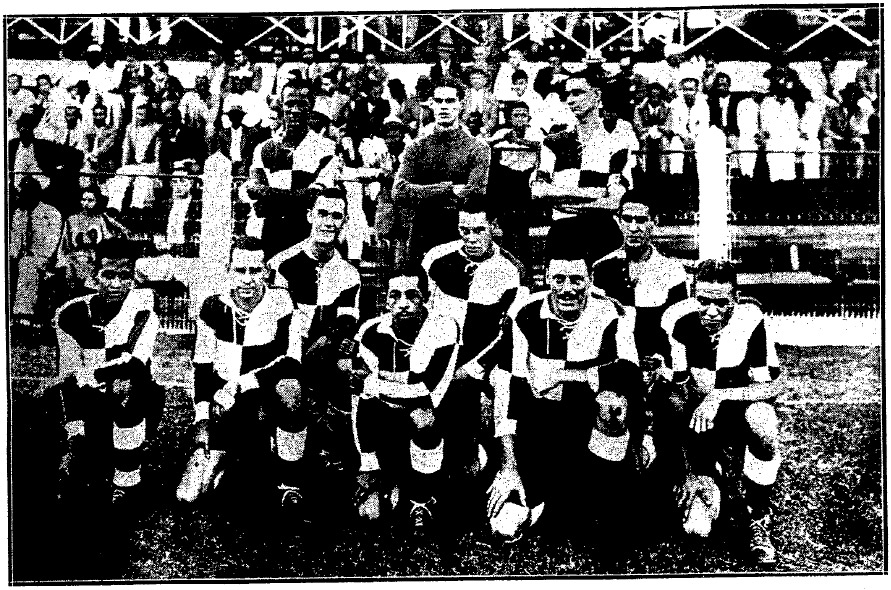
La nazionale giamaicana nel 1936 prima di una sfida contro

Nei trent'anni seguenti la Giamaica sfidò spesso in amichevoli Trinidad e Tobago, Haiti, Cuba e squadre di club come Racing e Violette (di Haiti), Corinthians of Britain, Tigres (Argentina) e, nel 1952, giocò quattro match (due vinti e due persi) con la All Star Caraibica, che comprendeva giocatori quali Michael (The Ruin) Kruin (del Suriname). Tra i calciatori giamaicani del periodo figuravano Lindy Delapenha e Gillie Heron. La Giamaica disputava la maggior parte delle partite interne al Sabina Park. In questo periodo il calcio giamaicano si sviluppò fortemente, con la nascita di molte squadre di club.

### Post-indipendenza (1962-1970)
Nel 1962 il paese ottenne l'indipendenza e nel 1965, sotto la guida del commissario tecnico brasiliano Jorge Penna, la Giamaica partecipò per la prima volta alle qualificazioni per il campionato del mondo, per Inghilterra 1966. Vinta per 2-0 la partita in casa contro Cuba, batté in casa con lo stesso punteggio anche le Antille Olandesi; in trasferta ottenne un pari senza reti contro le Antille Olandesi e una sconfitta (2-1) contro Cuba. Avanzò così al turno successivo. Inserita in un girone con Costa Rica e Messico, perse per 3-2 in casa contro il Messico e per 8-0 in casa dei Messicani (la squadra giamaicana soffrì anche l'altitudine) e fu eliminata.

### Anni 1970
Nel 1968 la panchina della nazionale fu affidata a George Hamilton, che dovette ricostruire una squadra impoverita dalle partenze di molti calciatori per il Nord America o l'Inghilterra e che conservava solo due reduci delle eliminatorie del precedente campionato mondiale. La Giamaica non riuscì a qualificarsi per il campionato del mondo 1970 né per il campionato del mondo 1974. Il cammino verso la qualificazione al campionato del mondo 1978 si arrestò contro Cuba dopo due sconfitte (3-1 in casa e 2-0 a L'Havana).

### Anni 1980
La Giamaica non partecipò per problemi economici alle eliminatorie CONCACAF per il campionato del mondo 1982 e fu assente anche da quelle per il campionato del mondo 1986 dopo la squalifica per insolvenze con la FIFA.
Eliminato Porto Rico (1-0 in casa, 2-0 in trasferta), la Giamaica di Geoffrey Maxwell si giocò la qualificazione al campionato CONCACAF 1989 contro gli Stati Uniti. Dopo lo 0-0 in Giamaica, perse per 5-1 in trasferta e fu eliminata. La gara valse anche come turno di qualificazione al campionato del mondo 1990, che dunque non vide la partecipazione della Giamaica.

### Anni 1990 e il primo mondiale
Nelle qualificazioni a USA '94 la Giamaica si piazzò terza nel girone con El Salvador, Canada e Bermuda e fu eliminata.
Nell'ottobre 1994 assunse il ruolo di CT il brasiliano René Simões. Il nuovo commissario tecnico rifondò la squadra e la ricostruì dalle fondamenta, arruolando in nazionale giamaicani che lavoravano negli hotel, calciatori britannici di ascendenze giamaicane e giamaicani che giocavano nei club britannici. La Giamaica ottenne da subito ottimi risultati e coronò un'ottima annata vincendo, nel 1996, il premio Best Mover of the Year della classifica mondiale della FIFA.
Non si qualificò per la Gold Cup 1996 dopo essere stata eliminata prima delle semifinali della Coppa dei Caraibi 1995, ma giunse terza nella Coppa dei Caraibi 1997.
Il 16 novembre 1997 la Giamaica, pareggiando senza reti contro il Messico, divenne la prima squadra di calcio anglofona dei Caraibi a qualificarsi per la coppa del mondo.
Nel febbraio 1998 la nazionale partecipò, tra l'entusiasmo del paese, alla Gold Cup negli Stati Uniti. All'esordio riuscì a bloccare sullo 0-0 il Brasile campione del mondo in carica, poi con le vittorie per 3-2 con il Guatemala e per 2-0 con El Salvador si aggiudicò il primato nel girone. In semifinale, a Los Angeles, fu battuta dal Messico. Concluse al quarto posto un torneo comunque memorabile, perdendo per 1-0 la finalina con il Brasile.
La nazionale giamaicana guadagnò la simpatia di molti facendosi conoscere a Francia 1998 con il soprannome di Reggae Boyz, coniato dai giornalisti. In quell'edizione dei mondiali fu inserita in un difficile girone con Argentina, Croazia e Giappone. Battuta dai croati (3-1, con gol giamaicano di Robbie Earle) a Lens e dagli argentini (5-0) al Parco dei Principi di Parigi, riuscì a vincere una partita, sconfiggendo il Giappone a Lione per 2-1 (doppietta di Theodore Whitmore). Molti giocatori giamaicani venivano dall'Inghilterra ed erano nati in Inghilterra o avevano antenati di origine giamaicana.

### Anni 2000
La Giamaica fu eliminata dalla Gold Cup 2000 dopo due sconfitte con Colombia (1-0) e Honduras (2-0). Simões fu dunque esonerato.
Eliminata nel girone di prima fase alla Coppa dei Caraibi 2001, mancò la qualificazione alla Gold Cup 2002. In seguito non riuscì a ripetere l'impresa del 1997 e non si qualificò per il campionato del mondo 2002, finendo quinta su sei squadre nel girone finale delle qualificazioni CONCACAF.
Tra il 2006 e il 2007 visse un periodo di crisi, fallendo anche la qualificazione per il campionato del mondo 2006 già nel terzo e penultimo turno delle eliminatorie CONCACAF. Verso la fine del 2007 il CT Theodore Whitmore guidò la squadra a sorprendenti vittorie contro El Salvador e Guatemala.

### Anni 2010
Renê Simões tornò in sella per condurre la squadra al campionato del mondo 2010, ma, nonostante un inizio promettente, l'obiettivo fu messo a rischio da una serie di risultati negativi e il CT fu esonerato. Nel novembre 2008 il suo posto fu preso da John Barnes, che fallì la qualificazione al mondiale in favore del Messico, ma arrendendosi solo per una differenza reti sfavorevole a parità di punti con i più quotati messicani.
Nel 2010 Theodore Whitmore decise di iniziare con largo anticipo la preparazione alla campionato del mondo 2014, predisponendo un piano che prevedeva almeno un'amichevole al mese. Alla fine dell'anno, il 5 dicembre, la Giamaica vinse la sua quinta Coppa dei Caraibi battendo in finale a Fort-de-France (Martinica) la Guadalupa per 5-4 dopo i tiri di rigore (1-1 dopo i tempi supplementari).
Nella Gold Cup 2011 la Giamaica si fermò ai quarti di finale contro gli Stati Uniti.
Nel 2012 la Giamaica avanzò alla seconda fase delle qualificazioni CONCACAF per il mondiale 2014, ma due pareggi e quattro sconfitte in sei partite indussero poi Whitmore a dimettersi. Nel luglio 2013 il suo posto fu preso dal tedesco Winfried Schäfer, che non riuscì a recuperare una situazione già compromessa nelle qualificazioni al mondiale 2014 e terminò con la sua squadra all'ultimo posto il girone finale delle eliminatorie CONCACAF per Brasile 2014.
Nel novembre 2014 la Giamaica si aggiudicò la sua sesta Coppa dei Caraibi, organizzata in casa, sconfiggendo a Montego Bay Trinidad e Tobago ai tiri di rigore.
Nel 2015 fu invitata a partecipare alla Copa América Centenario in Cile. Fu eliminata al primo turno, dopo aver perso per 1-0 contro Paraguay, Uruguay ed Argentina.
Una settimana dopo impressionò favorevolmente nella Gold Cup 2015, raggiungendo per la prima volta nella sua storia la finale del torneo dopo aver vinto il proprio girone, superato Haiti (1-0) ai quarti e clamorosamente battuto gli Stati Uniti padroni di casa (2-1) in semifinale. In finale fu sconfitta per 3-1 dal Messico.
Nella Coppa America 2016 fu eliminata al primo turno dopo le sconfitte con Venezuela (1-0), Messico (2-0) e Uruguay (3-0).
Nel settembre 2016 Schäfer fu esonerato e sostituito dal rientrante Whitmore. Sotto la sua guida la squadra riuscì a aggiungere la finale della Gold Cup 2017, per la seconda volta in assoluto e la seconda consecutiva nella competizione. Anche in questo caso i giamaicani, dopo aver superato il quotato Messico (1-0) in semifinale, furono sconfitti in finale, stavolta dagli Stati Uniti (2-1).
Nell'edizione 2019 della Gold Cup la squadra fu eliminata in semifinale dagli Stati Uniti (3-1).

### Anni 2020
Nell'edizione 2021 della Gold Cup, la Giamaica viene sconfitta ancora dagli Stati Uniti, questa volta ai quarti di finale. Il 9 dicembre dello stesso anno Theodore Whitmore viene esonerato. Al suo posto viene nominato come coach ad interim Paul Hall, suo ex compagno di squadra nel Mondiale 1998. Sotto la sua guida, i caraibici falliscono la qualificazione al Mondiale in Qatar del 2022, giungendo sesti nel girone di qualificazione.
Nel settembre 2022 viene chiamato come head coach l'islandese Helgrim Halgrimsson, che aveva guidato la squadra della sua nazione alla qualificazione all'Europeo 2016 e al Mondiale 2018. 
Nell'edizione 2023 della Gold Cup, i giamaicani giungono fino alle semifinali, dove vengono eliminati dal Messico (0-3). In seguito si qualificano per le final eight della CONCACAF Nations League. Nei quarti di finale trovano il Canada: all'andata a Kingston i nordamericani si impongono per 2-1, ma al ritorno i Reggae Boyz trovano una storica vittoria in rimonta per 3-2. I giamaicani passano quindi il turno grazie al maggior numero di gol segnati in trasferta, qualificandosi per la semifinale del torneo (poi terminato al terzo posto) e per la Copa América 2024.

## Sponsor
L’attuale sponsor tecnico è l’azienda tedesca Adidas, che il 6 febbraio 2023 presenta le nuove maglie sul proprio sito.

## Partecipazioni ai tornei internazionali
Legenda: Grassetto: Risultato migliore, Corsivo: Mancate partecipazioni

### Campionato CONCACAF
La nazionale della Giamaica ha partecipato al Campionato CONCACAF, l'antenato della Gold Cup, per due volte negli anni '60, senza ottenere risultati brillanti.

### Copa América
Pur non essendo affiliata alla CONMEBOL, la Giamaica è stata invitata a due edizioni della Copa América (nel 2015 e nel 2016), esperienze concluse con sei sconfitte in altrettante gare.In seguito alla vittoria contro il Canada nei quarti di finale della CONCACAF Nations League, la squadra caraibica si qualifica anche all'edizione 2024.

### Coppa dei Caraibi[11]
I Reggae Boyz hanno partecipato a sedici edizioni della Coppa dei Caraibi, vincendola sei volte.

### Giochi panamericani
La nazionale giamaicana ha partecipato ai Giochi panamericani in cinque occasioni (due prima del 1999, da quando cioè è obbligatorio utilizzare una rappresentativa giovanile), fermandosi sempre alla fase a gironi.

## Statistiche dettagliate sui tornei internazionali

### Mondiali
| Anno | Luogo                    | Piazzamento                         | V | N | P | Gol |
| ---- | ------------------------ | ----------------------------------- | - | - | - | --- |
| 1930 | Uruguay                  | Non partecipante                    | - | - | - | -   |
| 1934 | Italia                   | Non partecipante                    | - | - | - | -   |
| 1938 | Francia                  | Non partecipante                    | - | - | - | -   |
| 1950 | Brasile                  | Non partecipante                    | - | - | - | -   |
| 1954 | Svizzera                 | Non partecipante                    | - | - | - | -   |
| 1958 | Svezia                   | Non partecipante                    | - | - | - | -   |
| 1962 | Cile                     | Non partecipante                    | - | - | - | -   |
| 1966 | Inghilterra              | Non qualificata                     | - | - | - | -   |
| 1970 | Messico                  | Non qualificata                     | - | - | - | -   |
| 1974 | Germania Ovest           | Non qualificata                     | - | - | - | -   |
| 1978 | Argentina                | Non qualificata                     | - | - | - | -   |
| 1982 | Spagna                   | Non partecipante                    | - | - | - | -   |
| 1986 | Messico                  | Ritirata prima delle qualificazioni | - | - | - | -   |
| 1990 | Italia                   | Non qualificata                     | - | - | - | -   |
| 1994 | Stati Uniti              | Non qualificata                     | - | - | - | -   |
| 1998 | Francia                  | Primo turno                         | 1 | 0 | 2 | 3:9 |
| 2002 | Giappone / Corea del Sud | Non qualificata                     | - | - | - | -   |
| 2006 | Germania                 | Non qualificata                     | - | - | - | -   |
| 2010 | Sudafrica                | Non qualificata                     | - | - | - | -   |
| 2014 | Brasile                  | Non qualificata                     | - | - | - | -   |
| 2018 | Russia                   | Non qualificata                     | - | - | - | -   |
| 2022 | Qatar                    | Non qualificata                     | - | - | - | -   |

### Campionato CONCACAF/Gold Cup

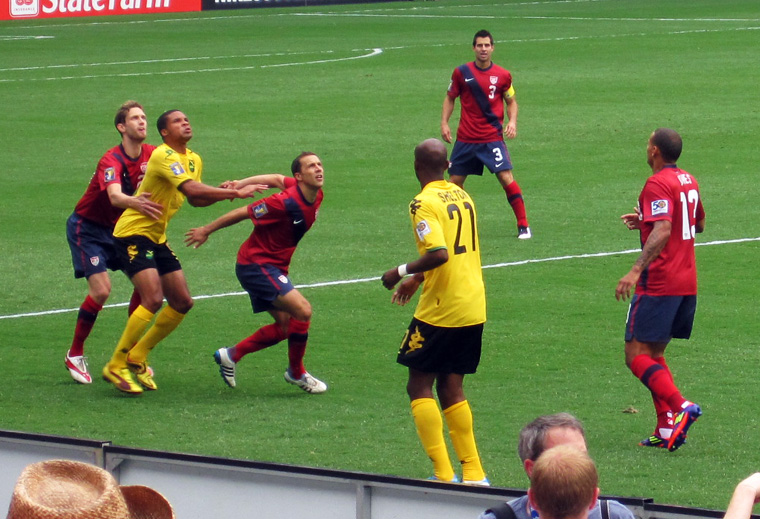
Una fase di gioco durante la partita tra Giamaica e alla Gold Cup nel 2011

| Anno | Luogo                               | Piazzamento                         | V | N | P | Gol  |
| ---- | ----------------------------------- | ----------------------------------- | - | - | - | ---- |
| 1963 | El Salvador                         | Primo turno                         | 0 | 0 | 3 | 1:16 |
| 1965 | Guatemala                           | Non partecipante                    | - | - | - | -    |
| 1967 | Honduras                            | Non qualificata                     | - | - | - | -    |
| 1969 | Costa Rica                          | Sesto posto                         | 0 | 1 | 4 | 3:10 |
| 1971 | Trinidad e Tobago                   | Non qualificata                     | - | - | - | -    |
| 1973 | Haiti                               | Ritirata prima delle qualificazioni | - | - | - | -    |
| 1977 | Messico                             | Non qualificata                     | - | - | - | -    |
| 1981 | Honduras                            | Non partecipante                    | - | - | - | -    |
| 1985 | Itinerante                          | Ritirata prima delle qualificazioni | - | - | - | -    |
| 1989 | Itinerante                          | Non qualificata                     | - | - | - | -    |
| 1991 | Stati Uniti                         | Primo turno                         | 0 | 0 | 3 | 3:12 |
| 1993 | Stati Uniti / Messico               | Terzo posto                         | 1 | 2 | 2 | 6:10 |
| 1996 | Stati Uniti                         | Non qualificata                     | - | - | - | -    |
| 1998 | Stati Uniti                         | Quarto posto                        | 2 | 1 | 2 | 5:4  |
| 2000 | Stati Uniti                         | Primo turno                         | 0 | 0 | 2 | 0:3  |
| 2002 | Stati Uniti                         | Non qualificata                     | - | - | - | -    |
| 2003 | Stati Uniti / Messico               | Quarti di finale                    | 1 | 0 | 2 | 2:6  |
| 2005 | Stati Uniti                         | Quarti di finale                    | 1 | 1 | 2 | 8:10 |
| 2007 | Stati Uniti                         | Non qualificata                     | - | - | - | -    |
| 2009 | Stati Uniti                         | Primo turno                         | 1 | 0 | 2 | 1:2  |
| 2011 | Stati Uniti                         | Quarti di finale                    | 3 | 0 | 1 | 7:2  |
| 2013 | Stati Uniti                         | Non qualificata                     | - | - | - | -    |
| 2015 | Stati Uniti / Canada                | Secondo posto                       | 4 | 1 | 1 | 8:6  |
| 2017 | Stati Uniti                         | Secondo posto                       | 3 | 2 | 1 | 7:4  |
| 2019 | Stati Uniti / Costa Rica / Giamaica | Terzo posto                         | 2 | 2 | 1 | 6:6  |
| 2021 | Stati Uniti                         | Quarti di finale                    | 2 | 0 | 2 | 4:3  |
| 2023 | Stati Uniti / Canada                | Semifinale                          | 4 | 2 | 1 | 11:5 |
| 2025 | Stati Uniti / Canada                | Primo turno                         | 1 | 0 | 2 | 3:6  |

### Olimpiadi
| Anno | Luogo     | Piazzamento      | V | N | P | Gol |
| ---- | --------- | ---------------- | - | - | - | --- |
| 1928 | Amsterdam | Non partecipante | - | - | - | -   |
| 1936 | Berlino   | Non partecipante | - | - | - | -   |
| 1948 | Londra    | Non partecipante | - | - | - | -   |

- Nota bene: per le informazioni sui risultati ai Giochi olimpici nelle edizioni successive al 1948 visionare la pagina della nazionale olimpica.

### Confederations Cup
| Anno | Luogo                    | Piazzamento     | V | N | P | Gol |
| ---- | ------------------------ | --------------- | - | - | - | --- |
| 1992 | Arabia Saudita           | Non invitata    | - | - | - | -   |
| 1995 | Arabia Saudita           | Non invitata    | - | - | - | -   |
| 1997 | Arabia Saudita           | Non qualificata | - | - | - | -   |
| 1999 | Messico                  | Non qualificata | - | - | - | -   |
| 2001 | Corea del Sud / Giappone | Non qualificata | - | - | - | -   |
| 2003 | Francia                  | Non qualificata | - | - | - | -   |
| 2005 | Germania                 | Non qualificata | - | - | - | -   |
| 2009 | Sudafrica                | Non qualificata | - | - | - | -   |
| 2013 | Brasile                  | Non qualificata | - | - | - | -   |
| 2017 | Russia                   | Non qualificata | - | - | - | -   |

### Copa América
| Anno | Luogo       | Piazzamento | V | N | P | Gol |
| ---- | ----------- | ----------- | - | - | - | --- |
| 2015 | Cile        | Primo turno | 0 | 0 | 3 | 0:3 |
| 2016 | Stati Uniti | Primo turno | 0 | 0 | 3 | 0:6 |
| 2024 | Stati Uniti | Primo turno | 0 | 0 | 3 | 1:7 |

### Coppa dei Caraibi
| Anno | Luogo                                   | Piazzamento                        | V | N | P | Gol  |
| ---- | --------------------------------------- | ---------------------------------- | - | - | - | ---- |
| 1978 | Trinidad e Tobago                       | Non qualificata                    | - | - | - | -    |
| 1979 | Suriname                                | Non qualificata                    | - | - | - | -    |
| 1981 | Porto Rico                              | Non qualificata                    | - | - | - | -    |
| 1983 | Guyana francese                         | Ritirata durante le qualificazioni | - | - | - | -    |
| 1985 | Barbados                                | Non partecipante                   | - | - | - | -    |
| 1988 | Martinica                               | Non partecipante                   | - | - | - | -    |
| 1989 | Barbados                                | Non qualificata                    | - | - | - | -    |
| 1990 | Trinidad e Tobago                       | Non terminata                      | 0 | 2 | 0 | 0:0  |
| 1991 | Giamaica                                | Campione                           | 4 | 0 | 0 | 13:2 |
| 1992 | Trinidad e Tobago                       | Secondo posto                      | 3 | 1 | 1 | 5:3  |
| 1993 | Giamaica                                | Secondo posto                      | 4 | 1 | 0 | 10:1 |
| 1994 | Trinidad e Tobago                       | Non qualificata                    | - | - | - | -    |
| 1995 | Isole Cayman / Giamaica                 | Primo turno                        | 2 | 0 | 1 | 4:3  |
| 1996 | Trinidad e Tobago                       | Primo turno                        | 1 | 0 | 2 | 5:5  |
| 1997 | Antigua e Barbuda / Saint Kitts e Nevis | Terzo posto                        | 2 | 2 | 0 | 8:3  |
| 1998 | Giamaica / Trinidad e Tobago            | Campione                           | 5 | 0 | 0 | 12:4 |
| 1999 | Trinidad e Tobago                       | Semifinale                         | 2 | 0 | 2 | 7:5  |
| 2001 | Trinidad e Tobago                       | Primo turno                        | 2 | 0 | 1 | 4:3  |
| 2005 | Barbados                                | Campione                           | 3 | 0 | 0 | 4:1  |
| 2007 | Trinidad e Tobago                       | Non qualificata                    | - | - | - | -    |
| 2008 | Giamaica                                | Campione                           | 4 | 1 | 0 | 11:2 |
| 2010 | Martinica                               | Campione                           | 4 | 1 | 0 | 12:3 |
| 2012 | Antigua e Barbuda                       | Primo turno                        | 0 | 1 | 2 | 1:3  |
| 2014 | Giamaica                                | Campione                           | 2 | 2 | 0 | 6:1  |
| 2017 | Martinica                               | Secondo posto                      | 0 | 1 | 1 | 2:3  |

### Giochi panamericani
| Anno | Luogo             | Piazzamento | V | N | P | Gol |
| ---- | ----------------- | ----------- | - | - | - | --- |
| 1971 | Cali              | Primo turno | 0 | 1 | 2 | 0:4 |
| 1975 | Città del Messico | Primo turno | 0 | 1 | 1 | 0:6 |

## Palmarès

### Competizioni continentali
- Campionato CONCACAF
  -  Secondo posto (2): 2015, 2017

### Competizioni regionali
- Coppa dei Caraibi
  -  Vincitore (6): 1991, 1998, 2005, 2008, 2010, 2014

## Rosa attuale
Lista dei giocatori convocati per la CONCACAF Gold Cup 2025.
Presenze e reti aggiornate al 24 giugno 2025, al termine della sfida contro Panama, dopo la quale sono stati eliminati dalla competizione.
|  | P | Andre Blake        | 21 novembre 1990  | 88 | 0 | Philadelphia Union |  |  |
|  | P | Jahmali Waite      | 24 dicembre 1998  | 15 | 0 | El Paso Locomotive |  |  |
|  | P | Shaquan Davis      | 11 novembre 2000  | 1  | 0 | Mount Pleasant     |  |  |
|  |   |                    |                   |    |   |                    |  |  |
|  | D | Damion Lowe        | 5 maggio 1993     | 75 | 3 | Al-Okhdood         |  |  |
|  | D | Richard King       | 27 novembre 2001  | 32 | 1 | Cavalier           |  |  |
|  | D | Dexter Lembikisa   | 4 novembre 2003   | 29 | 1 | Barnsley           |  |  |
|  | D | Joël Latibeaudiere | 6 gennaio 2000    | 29 | 0 | Coventry City      |  |  |
|  | D | Amari'i Bell       | 5 maggio 1994     | 28 | 2 | Luton Town         |  |  |
|  | D | Greg Leigh         | 30 settembre 1994 | 26 | 1 | Oxford Utd         |  |  |
|  | D | Ethan Pinnock      | 29 maggio 1993    | 22 | 0 | Brentford          |  |  |
|  | D | Sue-Lae McCalla    | 24 novembre 1992  | 4  | 1 | Mount Pleasant     |  |  |
|  |   |                    |                   |    |   |                    |  |  |
|  | C | Kasey Palmer       | 9 novembre 1996   | 19 | 1 | Coventry City      |  |  |
|  | C | Karoy Anderson     | 1º ottobre 2004   | 13 | 0 | Charlton           |  |  |
|  | C | Jon Russell        | 9 ottobre 2000    | 11 | 4 | Barnsley           |  |  |
|  | C | Dwayne Atkinson    | 5 maggio 2002     | 6  | 0 | Cavalier           |  |  |
|  |   |                    |                   |    |   |                    |  |  |
|  | A | Leon Bailey        | 9 agosto 1997     | 39 | 7 | Aston Villa        |  |  |
|  | A | Bobby Reid         | 2 febbraio 1993   | 39 | 6 | Leicester City     |  |  |
|  | A | Demarai Gray       | 28 maggio 1996    | 27 | 7 | Al-Ettifaq         |  |  |
|  | A | Romario Williams   | 15 agosto 1994    | 25 | 4 | Indy Eleven        |  |  |
|  | A | Michail Antonio    | 15 agosto 1994    | 24 | 5 | West Ham Utd       |  |  |
|  | A | Renaldo Cephas     | 8 dicembre 1999   | 21 | 1 | Ankaragücü         |  |  |
|  | A | Kaheim Dixon       | 4 ottobre 2004    | 19 | 3 | Charlton           |  |  |
|  | A | Warner Brown       | 19 agosto 2002    | 9  | 4 | Arnett Gardens     |  |  |
|  | A | Rumarn Burrell     | 16 dicembre 2000  | 4  | 1 | Burton Albion      |  |  |
|  | A | Tyreece Campbell   | 14 settembre 2003 | 1  | 0 | Charlton           |  |  |

## Record individuali
Statistiche aggiornate al 24 giugno 2025.
- In grassetto i giocatori ancora in attività in nazionale.

### Record presenze
| Pos. | Giocatore         | Pres. | Reti | Periodo   |
| ---- | ----------------- | ----- | ---- | --------- |
| 1    | Ian Goodison      | 128   | 10   | 1996-2009 |
| 2    | Linval Dixon      | 127   | 3    | 1993-2003 |
| 3    | Theodore Whitmore | 120   | 24   | 1993-2004 |
| 4    | Ricardo Gardner   | 111   | 9    | 1997-2012 |
| 5    | Warren Barrett    | 108   | 0    | 1990-2000 |
| 6    | Andy Williams     | 107   | 22   | 1997-2008 |
| 7    | Durrent Brown     | 102   | 0    | 1984-1998 |
| 8    | Jermaine Taylor   | 101   | 0    | 2004-2017 |
| 9    | Donovan Ricketts  | 100   | 0    | 1999-2013 |
| 10   | Rodolph Austin    | 88    | 7    | 2004-2016 |
| 10   | Andre Blake       | 88    | 0    | 2010-     |

### Record reti
| Pos. | Giocatore         | Reti | Pres. | Periodo   |
| ---- | ----------------- | ---- | ----- | --------- |
| 1    | Luton Shelton     | 35   | 75    | 2004-2013 |
| 2    | Onandi Lowe       | 27   | 81    | 1995-2004 |
| 3    | Theodore Whitmore | 24   | 120   | 1993-2004 |
| 4    | Andy Williams     | 22   | 107   | 1997-2008 |
| 4    | Paul Young        | 22   | 49    | 1989-1997 |
| 6    | Walter Boyd       | 19   | 75    | 1991-2001 |
| 6    | Shamar Nicholson  | 19   | 57    | 2017-     |
| 8    | Darren Mattocks   | 18   | 50    | 2012-2019 |
| 8    | Paul Davis        | 18   | 61    | 1983-1997 |
| 10   | Hector Wright     | 16   | 71    | 1988-1997 |

## Tutte le rose

### Mondiali
Coppa del Mondo FIFA 19981 Barrett, 2 Malcolm, 3 Dawes, 4 Dixon, 5 Goodison, 6 Simpson, 7 Cargill, 8 Gayle, 9 Williams, 10 Boyd, 11 Whitmore, 12 Sewell, 13 Lawrence, 14 Ricketts, 15 Gardner, 16 Earle, 17 Lowe, 18 Burton, 19 Sinclair, 20 Powell, 21 Brown, 22 Hall, CT: Simões

### Gold Cup
CONCACAF Gold Cup 19911 C. Smith, 2 Gaynor, 3 R. Davis, 4 Dixon, 5 Panton, 6 D. Smith, 7 Corbett, 8 Foster, 9 P. Davis, 10 Blair, 11 Anglin, 12 Reid, 13 Donaldson, 14 Long, 15 Wright, 16 Palmer, 17 Boyd, 20 DaCosta, CT: Brown
CONCACAF Gold Cup 19931 Barrett, 2 Gaynor, 3 Sewell, 4 Dixon, 7 Corbett, 8 Earle, 9 Davis, 10 Hewitt, 11 Anglin, 12 Reid, 15 Smith, 16 Boyd, 17 Hamilton, 18 Wright, 20 Dennis, 21 D. Brown, 23 Jarrett, CT: C. Brown
CONCACAF Gold Cup 19981 Barrett, 2 Malcolm, 3 Dawes, 4 Dixon, 5 Goodison, 6 Simpson, 7 Cargill, 8 Gayle, 9 Williams, 11 Whitmore, 13 Lawrence, 14 Messam, 17 Lowe, 18 Burton, 19 Sinclair, 20 Waugh, 21 Brown, 22 Hall, 24 Gardner, 25 Griffiths, CT: Simões
CONCACAF Gold Cup 20001 Barrett, 2 Johnson, 3 Dawes, 5 Goodison, 6 Wright, 7 Griffiths, 8 Gayle, 9 Williams, 10 Fuller, 11 Whitmore, 13 Lawrence, 15 Gardner, 18 Burton, 19 Sinclair, 21 McDonald, 22 Hall, 24 Powell, 25 Green, CT: Simões
CONCACAF Gold Cup 20033 Stewart, 6 Johnson, 8 J. Lawrence, 9 Williams, 10 Byfield, 11 Whitmore, 13 A. Lawrence, 14 Marshall, 15 Gardner, 16 Neil, 17 McDonald, 18 Langley, 19 Taylor, 20 Daley, 22 Ziadie, 25 Davis, 30 Ricketts, 31 Lowe, CT: Brown
CONCACAF Gold Cup 20051 S. Sawyers, 2 Stewart, 3 Taylor, 4 T. Sawyers, 5 Scarlett, 6 Palmer, 7 Williams, 8 Fuller, 9 Dean, 10 Johnson, 11 Murray, 12 Marshall, 13 Daley, 14 Hue, 15 Stephenson, 16 Reid, 17 Ralph, 18 Shelton, 19 Findlayson, 20 Bennett, 21 Davis, 22 Ricketts, CT: Downswell
CONCACAF Gold Cup 20091 Ricketts, 2 Vernan, 3 Stewart, 4 Davis, 5 Goodison, 7 Morrison, 8 Campbell-Ryce, 10 Fuller, 11 Shelton, 12 Phillips, 13 Kerr, 14 Marshall, 15 Gardner, 16 Johnson, 17 Austin, 18 Wolfe, 19 Addlery, 20 Thompson, 21 Miller, 22 Cummings, 23 Richards, 24 Thomas, CT: Whitmore
CONCACAF Gold Cup 20111 Ricketts, 2 Edwards, 3 Di. Williams, 4 Thomas, 5 Goodison, 6 Taylor, 7 Morrison, 8 Vernan, 9 Johnson, 10 Cummings, 11 Richards, 12 Phillips, 13 Miller, 14 Marshall, 15 Watson, 16 O. Daley, 17 Austin, 18 K. Daley, 19 Reid, 20 Boyd, 21 Shelton, 22 Da. Williams, 23 Kerr, CT: Whitmore
CONCACAF Gold Cup 20151 Blake, 2 Humphrey, 3 Hector, 4 Morgan, 5 Powell, 6 Laing, 7 Clennon, 8 Seaton, 9 Barnes, 10 McAnuff, 11 Mattocks, 12 Phillips, 13 Miller, 14 Ottey, 15 Watson, 16 Grant, 17 Austin, 18 Dawkins, 19 Mariappa, 20 Lawrence, 21 Taylor, 22 McCleary, 23 Thompson, CT: Schäfer
CONCACAF Gold Cup 20171 Blake, 2 Harriott, 3 Lowe, 4 Richie, 5 Powell, 6 Campbell, 7 Francis, 8 Fisher, 9 Grandison, 10 Mattocks, 11 Burke, 12 Binns, 13 Miller, 14 Nicholson, 15 Watson, 16 Johnson, 17 Lambert, 18 Gordon, 19 Morris, 20 Lawrence, 21 Taylor, 22 Williams, 23 Hyatt, CT: Whitmore
CONCACAF Gold Cup 20191 Blake, 2 Topey, 3 Hector, 4 Lewis, 5 Powell, 6 Orgill, 7 Bailey, 8 Foster, 9 Morris, 10 Mattocks, 11 Nicholson, 12 Flemmings, 13 Miller, 14 Francis, 15 Watson, 16 Vassell, 17 Lowe, 18 Brown, 19 Magee, 20 Lawrence, 21 Lambert, 22 Williams, 23 Knight, CT: Whitmore
CONCACAF Gold Cup 20211 Blake, 2 Walker, 3 Hector, 4 Bell, 5 Powell, 6 Moore, 7 Bailey, 8 Fisher, 9 Burke, 10 Reid, 11 Nicholson, 12 Flemmings, 13 Barnes, 14 A. Gray, 15 Turgott, 16 Johnson, 17 Lowe, 18 Morrison, 19 Mariappa, 20 Lawrence, 21 Magee, 22 Williams, 23 Taylor, CT: Whitmore
CONCACAF Gold Cup 20231 Blake, 2 Lembikisa, 3 Lambert, 4 Bell, 5 Pinnock, 6 Bernard, 7 Bailey, 8 Johnson, 9 Burke, 10 Reid, 11 Nicholson, 12 Gray, 13 Boyce-Clarke, 14 Richards, 15 Latibeaudiere, 16 Parris, 17 Lowe, 18 Antonio, 19 Mariappa, 20 Lawrence, 21 Brown, 22 Russell, 23 Waite, CT: Hallgrímsson
CONCACAF Gold Cup 20251 Blake, 2 Lembikisa, 3 Bell, 4 Holgate, 5 Pinnock, 6 King, 7 Bailey, 8 Palmer, 9 Dixon, 10 Burrell, 11 Gray, 12 Atkinson, 13 Davis, 14 Hayden, 15 Latibeaudiere, 16 Brown, 17 Lowe, 18 Russell, 19 Ming, 20 Cephas, 21 Williams, 22 Leigh, 23 Waite, 24 Campbell, 25 Reid, 26 Antonio, CT: McClaren

### Copa América
Copa América 20151 Kerr, 2 Gordon, 3 Hector, 4 Morgan, 5 Laing, 6 Brown, 7 Parkes, 8 Gray, 9 Barnes, 10 McAnuff, 11 Mattocks, 12 Miller, 13 Williams, 14 Ottey, 15 Watson, 16 Grant, 17 Austin, 18 Dawkins, 19 Mariappa, 20 Lawrence, 21 Taylor, 22 McCleary, 23 Thompson, CT: Schäfer
Copa América Centenario1 Blake, 2 Solomon, 3 Hector, 4 Morgan, 5 Harriott, 6 Orgill, 7 Marsh, 8 Donaldson, 9 Barnes, 10 McAnuff, 11 Vanzie, 12 Binns, 13 Kerr, 14 Ottey, 15 Watson, 16 Williamson, 17 Austin, 18 Grant, 19 Mariappa, 20 Lawrence, 21 Taylor, 22 McCleary, 23 Thompson, CT: Schäfer
Copa América 20241 S. Davis, 2 Lembikisa, 3 Hector, 4 King, 5 Pinnock, 6 Bernard, 7 Gray, 8 Dixon, 9 Antonio, 10 Reid, 11 Nicholson, 12 Harding, 13 Boyce-Clarke, 14 Palmer, 15 Latibeaudiere, 16 Anderson, 17 Lowe, 18 Marshall, 19 Lambert, 20 Cephas, 21 J. Bell, 22 Leigh, 23 Waite, 24 Blake, 25 A. Bell, CT: Hallgrímsson

## Commissari tecnici
| Nome                | dal            | al             |
| ------------------- | -------------- | -------------- |
| Antoine Tassy       | 1963           | 1963           |
| Geoffrey Maxwell    | 1989           | 1990           |
| Carl Brown          | 1990           | luglio 1994    |
| René Simões         | agosto 1994    | febbraio 2000  |
| Sebastião Lazaroni  | marzo 2000     | maggio 2000    |
| Clóvis de Olivera   | giugno 2000    | settembre 2001 |
| Carl Brown          | dicembre 2001  | agosto 2004    |
| Sebastião Lazaroni  | agosto 2004    | novembre 2004  |
| Wendell Downswell   | novembre 2004  | agosto 2006    |
| Carl Brown          | settembre 2006 | ottobre 2006   |
| Bora Milutinović    | novembre 2006  | novembre 2007  |
| Theodore Whitmore   | novembre 2007  | dicembre 2007  |
| René Simões         | gennaio 2008   | settembre 2008 |
| Theodore Whitmore   | settembre 2008 | ottobre 2008   |
| John Barnes         | novembre 2008  | giugno 2009    |
| Theodore Whitmore   | giugno 2009    | giugno 2013    |
| Winfried Schäfer    | luglio 2013    | settembre 2016 |
| Theodore Whitmore   | settembre 2016 | dicembre 2021  |
| Heimir Hallgrímsson | settembre 2022 | luglio 2024    |
| Steve McClaren      | luglio 2024    | in carica      |